# Maria Guleghina
Maria Guleghina (russisk: Мари́я Ага́совна Гуле́гина (Мейтарджя́н) tr. Marija Agasovna Gulegina (Mejtardsjan) , hviderussisk: Марыя Агасаўна Гулегіна tr. Maryja Ahasawna Hulehina ,  født 9. august 1959 i Odessa, Ukrainske SSR) er en sovjetisk-hviderussisk sopransanger, der er bosiddende i Luxemborg.